# Церква Святої Параскеви (Нова Полянка)
Церква Святої Параскеви (русин. Церьков святой Параскєвы) — дерев'яна греко-католицька лемківська церква, з 1986 року знаходиться у скансені Музею української культури міста Свидник.

## Історія
Церква Святої Великомучениці Параскеви була побудована у 1766 чи 1763 року в селі Нова Полянка. 
Під час Східно-Карпатської операції (8 вересня 1944 — 28 жовтня 1944) церква була пошкоджена, але згодом була відновлена. До 1961 року церква занепала і була розібрана. 
Після того, як у 1980-х роках був створений Музей української культури в місті Свидник, було прийнято рішення відновити церкву. У 1986 році церква була відреставрована та розміщена у скансені Державного музею української культури в Свиднику.  
У 1993 році церкву освятили, у ній відбуваються богослужіння.

## Архітектура
Церква дерев'яна тридільна, тризрубна, трибанна. Верхи церкви покриті ґонтом. Ризниця, нава й бабинець квадратні у плані, рорзташовані на одній осі із заходу на схід. Стіни первісно були оздоблені настінними розписами. Іконостас середини XVIII століття, походить з церкви села Правровець.
Біля церкви розташована дерев'яна дзвіниця.

## Світлини

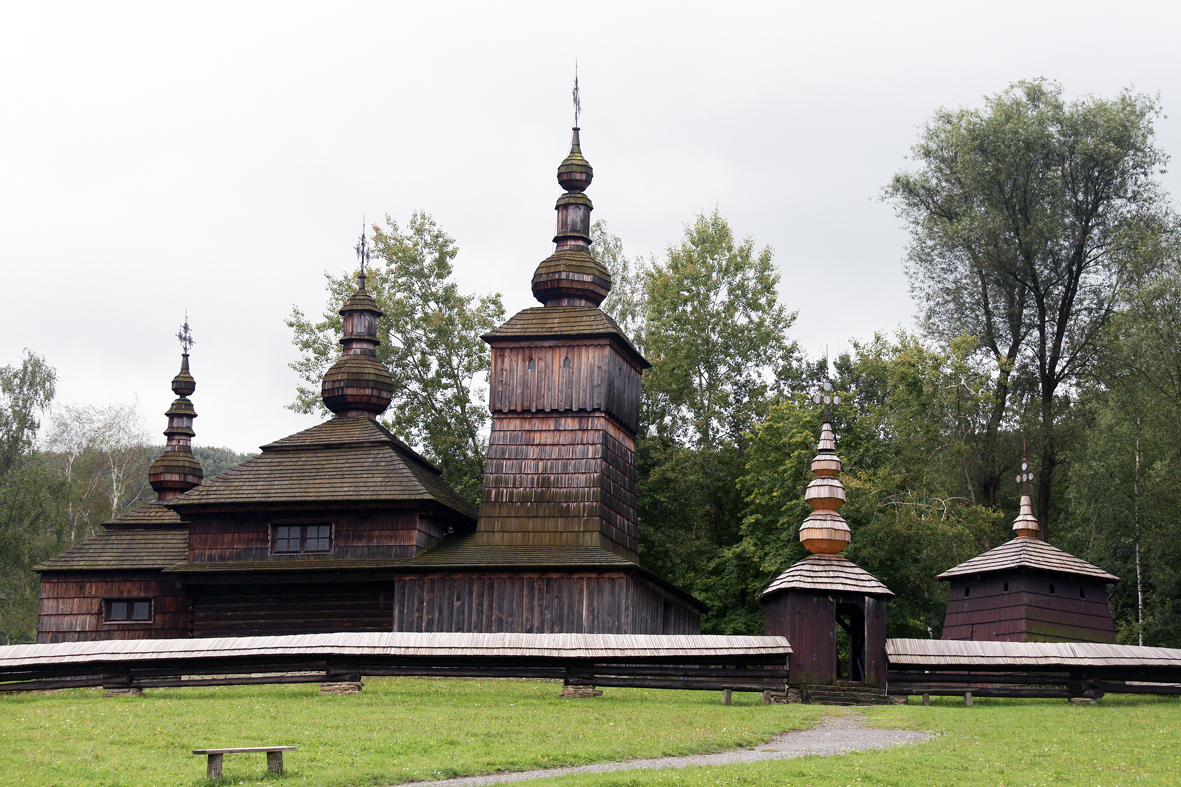
Вигляд церкви з півночі
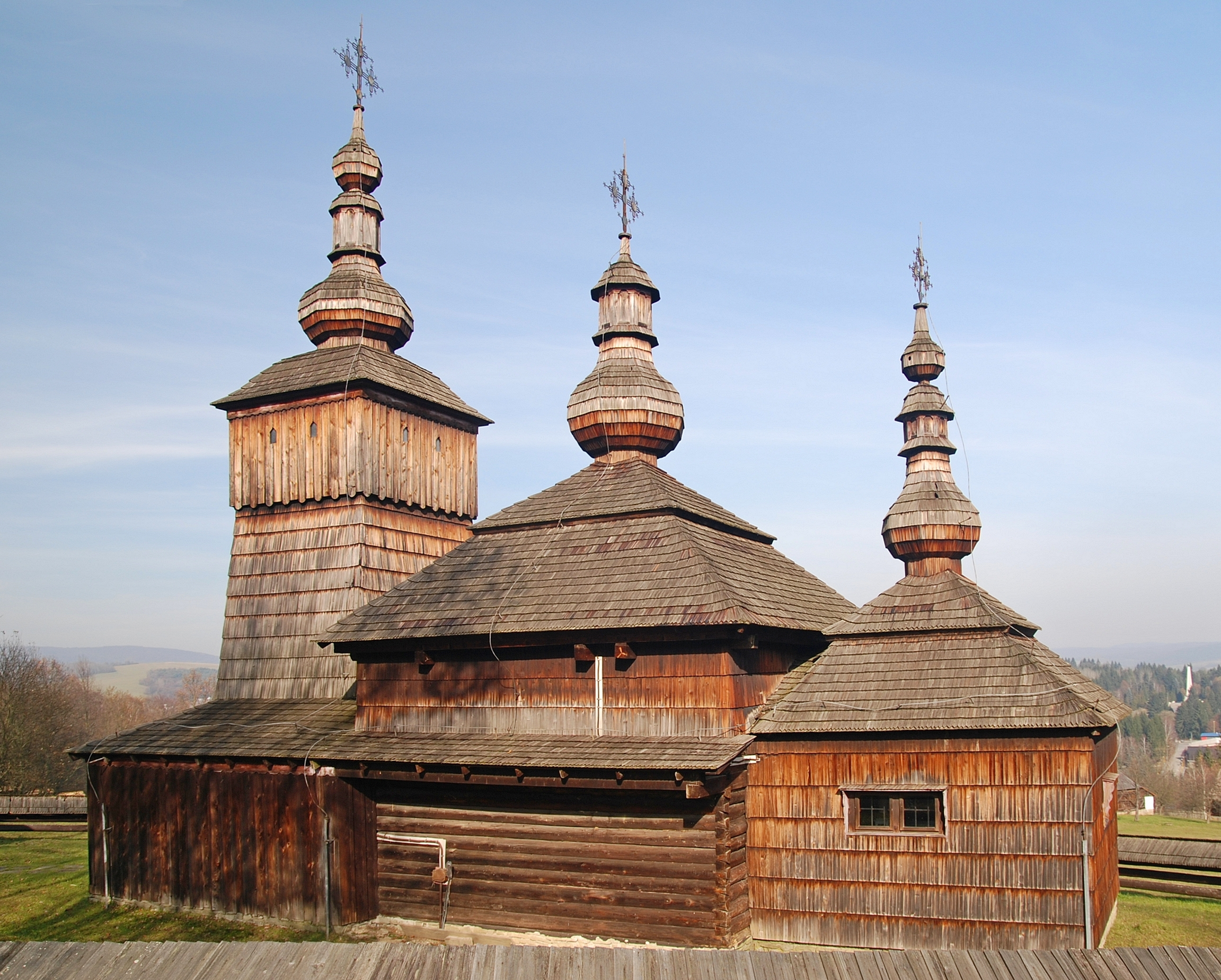
Вигляд церкви з півдня
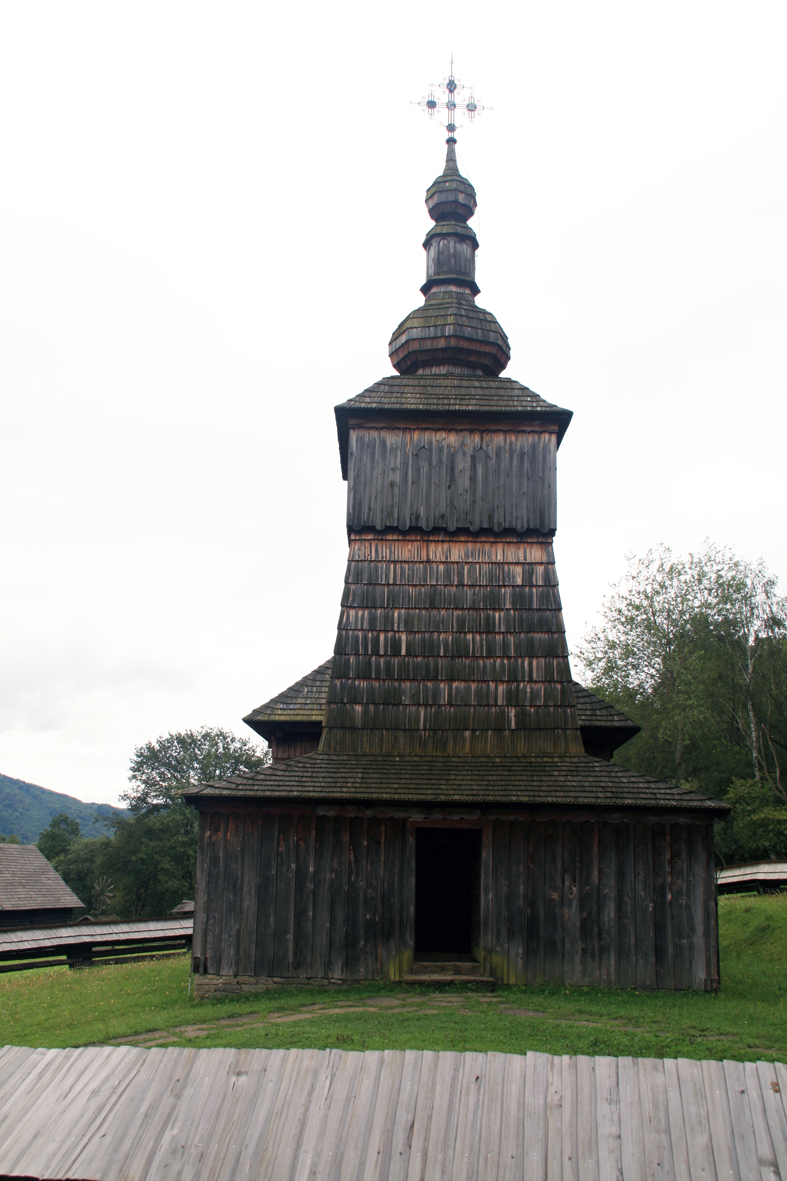
Вигляд церкви з заходу
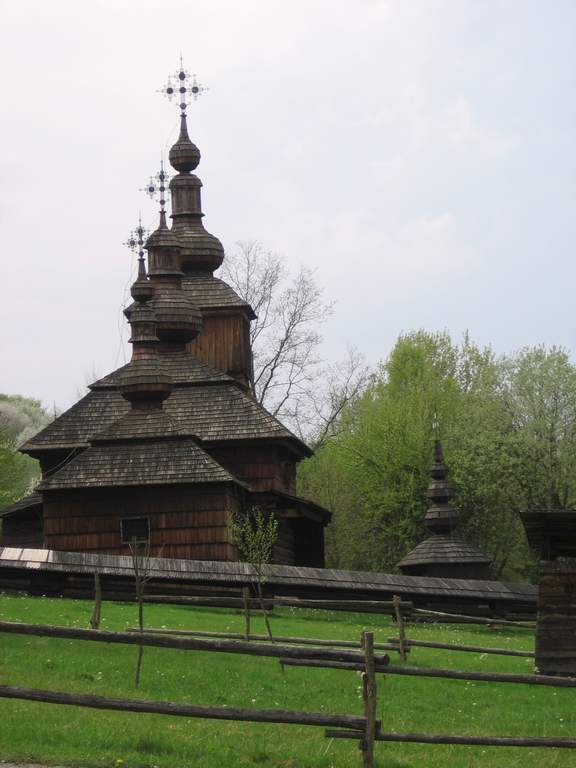
Вигляд церкви зі сходу

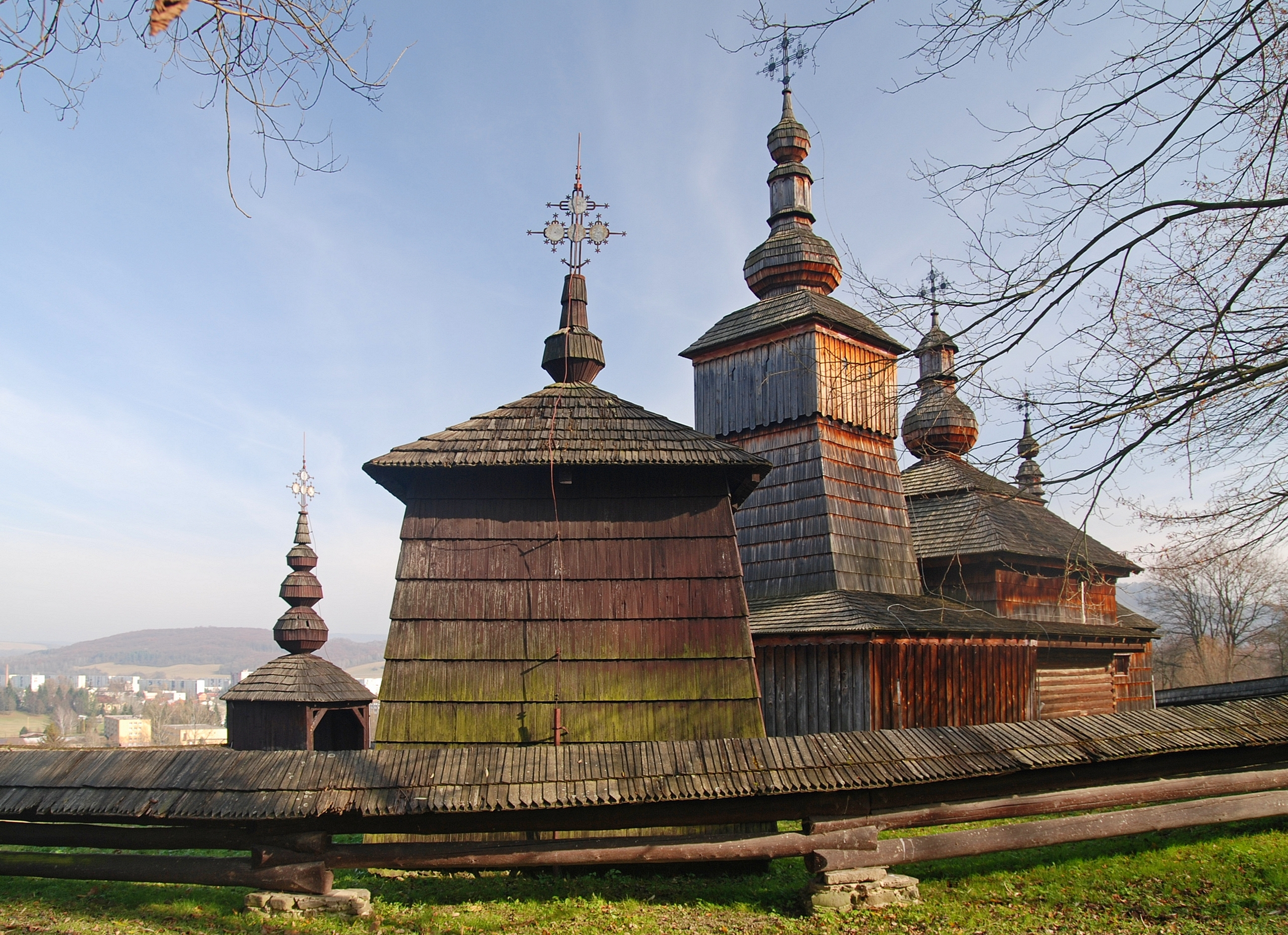
Дзвіниця церкви (на передньому плані)
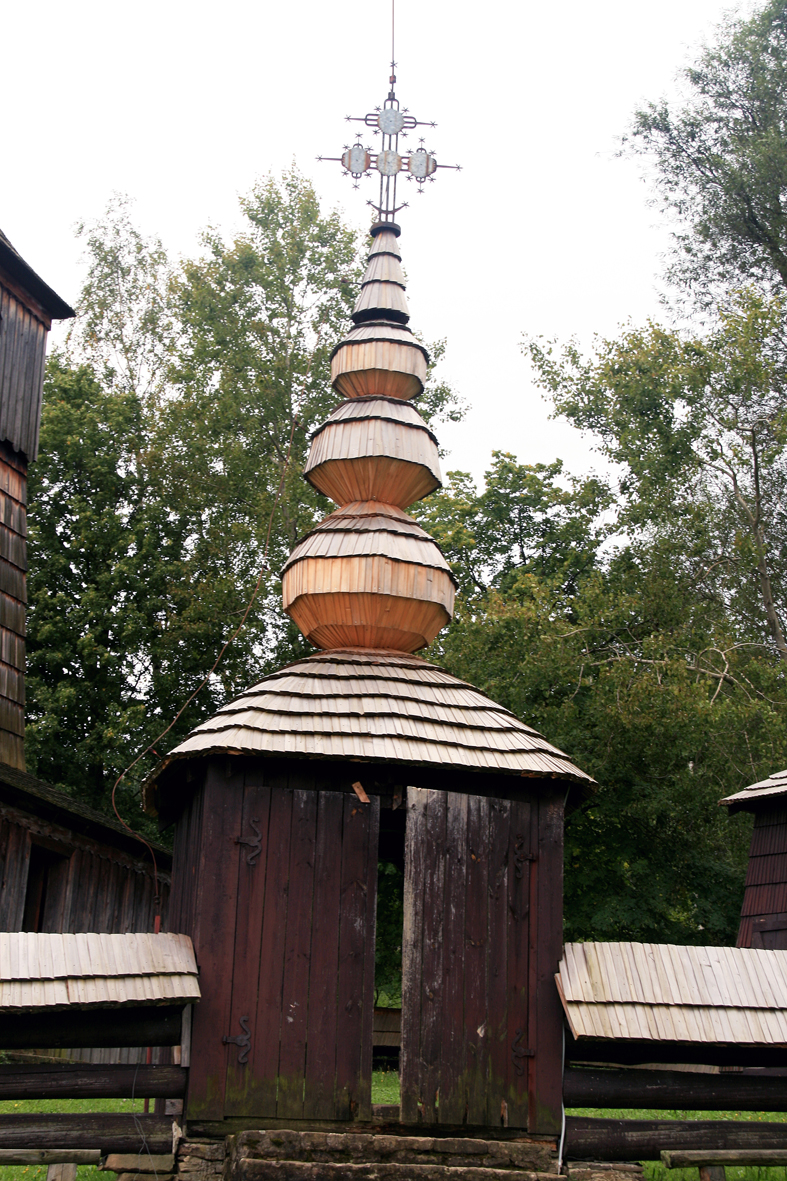
Вхідна брама
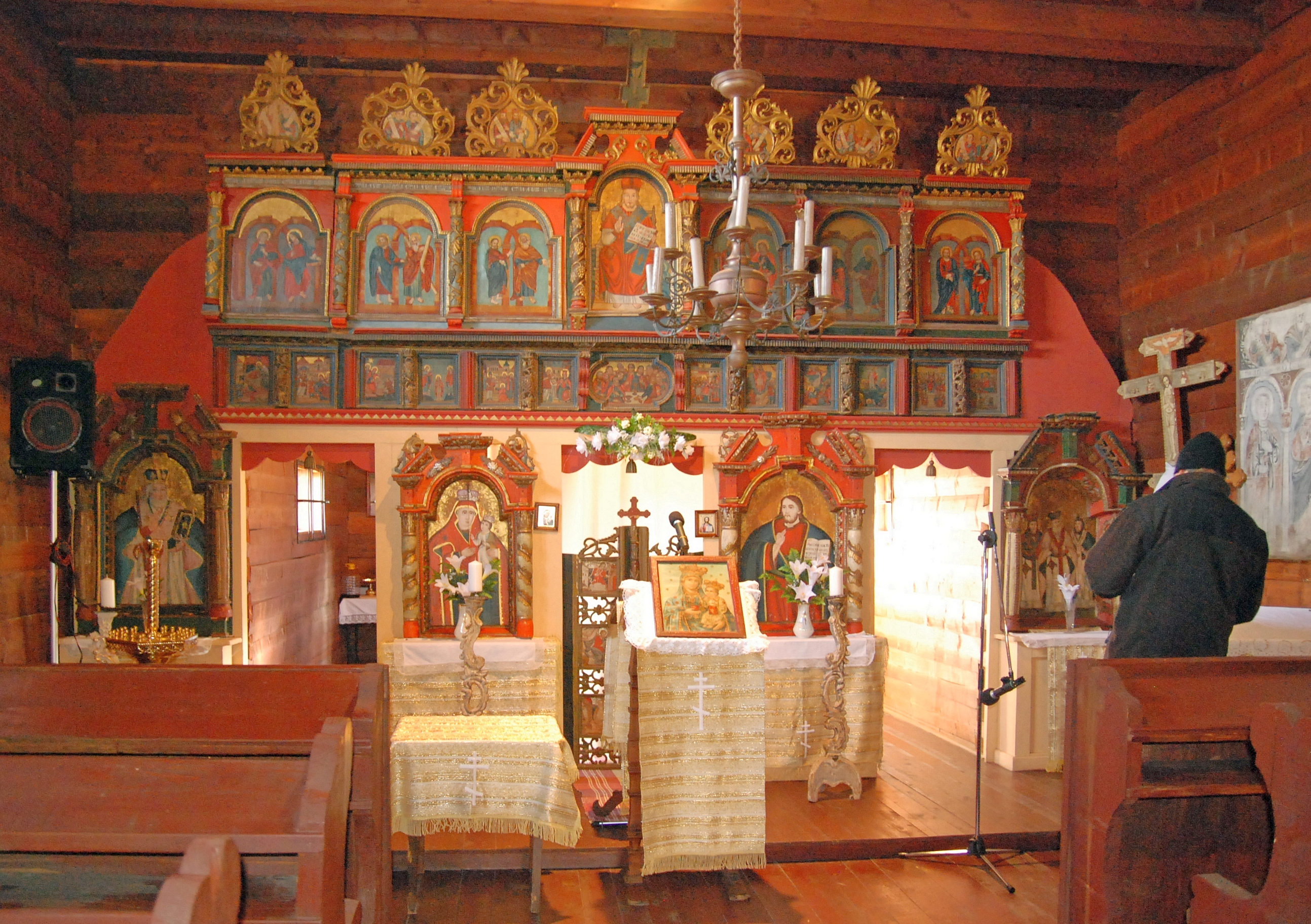
Іконостас церкви